# Оринджфилд (Техас)
Оринджфилд или Оранджфилд (англ. Orangefield) — неинкорпорированная территория в составе округа Ориндж штата Техас, США. Имеет статус невключённой общины (или сообщества) (англ. unincorporated community), то есть населённого пункта, не имеющего собственных муниципальных властей). Расположен примерно в двадцати километрах к востоку от Бомонта. Оринджфилд является частью агломерации Бомонт—Порт-Артур.

## Название
Название произошло от слов: Ориндж (англ. Orange, название нефтяного месторождения вокруг которого вырос город) + филд (англ. oilfield, нефтяное месторождение).

## История
Город возник в 1913 году вокруг нефтяного месторождения к западу от города Оринджа. На деньги приносимые экономике города месторождением, в 1922 году в городе было открыто почтовое отделение.

## География
Оринджфилд расположен на 30°04′30″ с. ш. 93°51′21″ з. д., примерно в двадцати километрах к востоку от Бомонта и 10 км западнее Оринджа.

## Население
Население достигло 1000 человек к середине 1930-х годах, но в течение двух следующих десятилетий сократилось примерно до 500 человек (в начале 1950-х). По состоянию на 1990 год, численность населения была около 725 человек.
| Год       | Население       |
| --------- | --------------- |
| 1935 год. | ~ 1000 человек. |
| 1950 год. | ~ 500 человек.  |
| 1970 год. | 681 человек.    |
| 1980 год. | ~ 725 человек.  |
| 1990 год. | ~ 725 человек.  |
| 2000 год. | ~ 725 человек.  |

## Образование
Жителей Оринджфилда обслуживает школьный округ Оринджфилда:
- Orangefield High (Grades 9-12)
- Orangefield Junior High (Grades 5-8)
- Orangefield Elementary (Grades PK-4)